# Афшин (певец)
Афшин Джафари (англ. Afshin Jafari, перс. افشین جعفری‎; род. 6 мая 1978, Баболь, Иран) — немецкий и иранский певец. Наиболее известен под псевдонимом Afshin.

## Биография
Афшин Джафари родился 6 мая 1978 года в иранском городе Баболь, который расположен на побережье Каспийского моря. С детства увлекался музыкой, в десять лет начал играть на гитаре и писать стихи. В 1995 году, когда ему было 17 лет, вместе с семьёй эмигрировал в Германию и поселился в городе Мангейм.
В юные годы выступал на мероприятиях местной иранской диаспоры и друзей. Когда Афшину исполнился 21 год, он подписал контракт с местной студией иранской музыки — ParsVideo. В песнях Афшина присутствуют элементы молодёжной музыки, в частности западный хип-хоп, поп и рэп. Позднее его песни набирали всё больше популярности не только в кругах иранской диаспоры Германии, но и в других странах — Швеции, Норвегии Бельгии, США и Канаде, где проживает множество иранских эмигрантов.
В 1999 году Афшин представил публике свой первый альбом с персидским названием Booye Baroon. А через три года ещё один альбом под названием Setareh. Далее он выпустил ещё четыре альбома в 2003, 2005, 2008 и в 2013 годах. В более поздние релизы внёс свой существенный вклад брат Афшина — рэпер Амир Али.
Афшин выступал с концертами и шоу по всей Германии, а также за границей — в Австрии, Бельгии, Канаде, США, Великобритании, Дании, Швеции, Норвегии и Финляндии. В общей сложности он провёл около 300 концертов и мероприятий.
В состав его музыкального коллектива входят музыканты: Дэниель Щилд, Костас Карагосидес, Саймон Уигрл, Амир Дадашпур, Амирали Армакан, Йенсс Стефан, Пайман Баразанде и Нико Шлиман.

## Альбомы
| Год  | Название        | Перевод на русский язык |
| ---- | --------------- | ----------------------- |
| 1999 | Booye Baroon    | Запах дождя             |
| 2002 | Setareh         | Звезда                  |
| 2003 | Aso Pas         | Впереди                 |
| 2005 | Maach           | Луна                    |
| 2008 | The Song For X  | Песня Икс               |
| 2013 | Ghaire Ghanooni | Противозаконное         |